# 白井成雄
白井 成雄（しらい しげお、1933年（昭和8年）12月6日 - 2014年（平成26年）11月7日）は、日本のフランス文学者、名古屋大学名誉教授。専攻、20世紀仏文学・思想。

## 来歴
倫理学者・白井成允の四男。朝鮮の京城府（ソウル特別市）生まれ。1957年東京大学文学部仏文科卒業、1959年同大学院修士課程修了。1960年弘前大学文理学部助手、1961年同講師、1963年北海道大学講師、助教授、1971年名古屋大学教養部助教授、1979年1月教授、同年4月総合言語センターへ配置換、1991年総合言語センター長、言語文化部長、1997年定年退官、名誉教授。
2014年11月7日、肺炎のため死去。80歳没。

## 翻訳
- エミール・コフェルマン『青年の問題 教育の幻想』合同出版、1969
- アルベール・メンミ『差別の構造 性・人種・身分・階級』菊地昌実共訳 合同出版、1971
- クロード・ニコレ『フランスの急進主義 大革命精神の系譜』千葉通夫共訳 白水社文庫クセジュ、1975
- ポール・フルキエ『哲学教育指導要領』（「哲学講義」4内収録） 筑摩書房、1977[3]
- アルベール・メンミ『イスラエルの神話』　菊地昌実・宇田豪共訳 新評論、1983[3]
- アルベール・メンミ『あるユダヤ人の肖像』菊地昌実共訳 法政大学出版局 叢書・ウニベルシタス、1980
- A.ヴェルジェス、D.ユイスマン『哲学教程 リセの哲学』久重忠夫、高橋勝共訳 筑摩書房、1980
- アラン『裁かれた戦争』小沢書店、1986
- ダニエル・サルナーヴ『死者の贈り物 ひとはなぜ本を読むか』菊地昌実共訳 法政大学出版局 叢書・ウニベルシタス、1993
- ジャン=クロード・ギユボー『啓蒙思想の背任 現代の混迷を分析する』菊地昌実共訳　法政大学出版局 叢書・ウニベルシタス、1996
- アルベール・メンミ『人種差別』菊地昌実共訳 法政大学出版局 りぶらりあ選書、1996
- パトリック・モディアノ『1941年。パリの尋ね人』作品社、1998
- リュック・フェリー『神に代わる人間 人生の意味』菊地昌実共訳 法政大学出版局 叢書・ウニベルシタス、1998
- ピエール・アスリーヌ『密告』作品社、2000
- アンドレイ・マキーヌ『たった一つの父の宝物 あるロシア父娘の物語』作品社、2002
- パトリック・モディアノ『さびしい宝石』作品社、2004
- アルベール・メンミ『脱植民地国家の現在 ムスリム・アラブ圏を中心に』菊地昌実共訳 法政大学出版局 りぶらりあ選書、2007
- シャードルト・ジャヴァン『モンテスキューの孤独』水声社 フィクションの楽しみ、2010

## 参考
- 『現代日本人名録』2002